# Otectomía

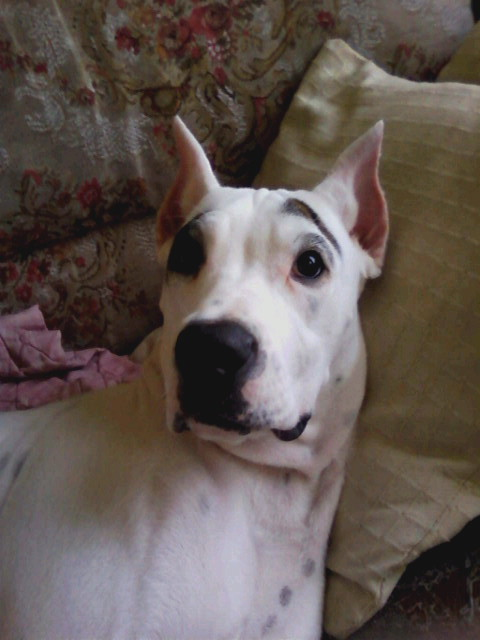
Un dogo guatemalteco con orejas recortadas

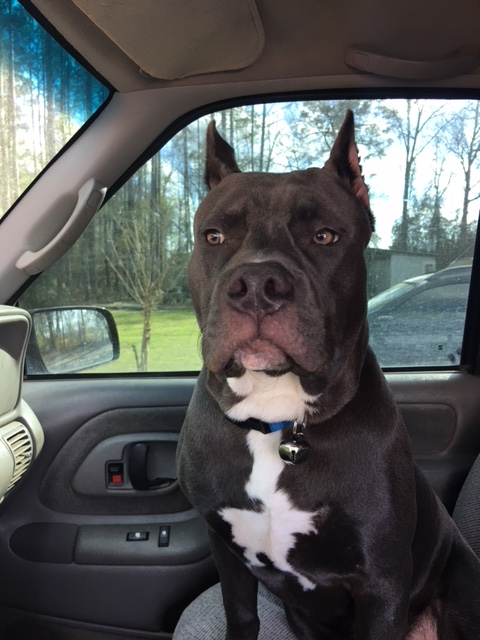
Pit bull terrier con orejas recortadas.

La otectomía (del griego antiguo, ὠτός otós «oído», y εκτομία ektomia «extirpación») es la eliminación parcial o total de los dos pabellones auriculares (también llamados pinnas o aurículas), es decir, la parte externa y visible de la oreja de un animal; A veces también implica vendar el restante de orejas con cintas para hacer que las orejas apunten hacia arriba. Se realiza casi exclusivamente en perros, y se practica por razones de salud o estéticas. En la actualidad, nuevas legislaciones de todo el mundo están prohibiendo esta práctica, también la caudectomía, aunque aún son legales en un número limitado de países. Solo ciertas razas de perro sufren otectomía, entre las cuales el pitbull, el doberman pinscher, el schnauzer, el gran danés, el bóxer y el mastín italiano.
El procedimiento veterinario se conoce como otoplastia cosmética o estética. Esta operación no proporciona ninguna ventaja médica o física al animal, por lo que diversos colectivos animalistas la consideran una cirugía innecesaria y una práctica de crueldad hacia los animales. En la actualidad, además de las diversas prohibiciones vigentes por todo el mundo, en los textos veterinarios se describe la otectomía como «poco ética», resultando notable el reciente cambio de moralidad hacia ella.

## Historia

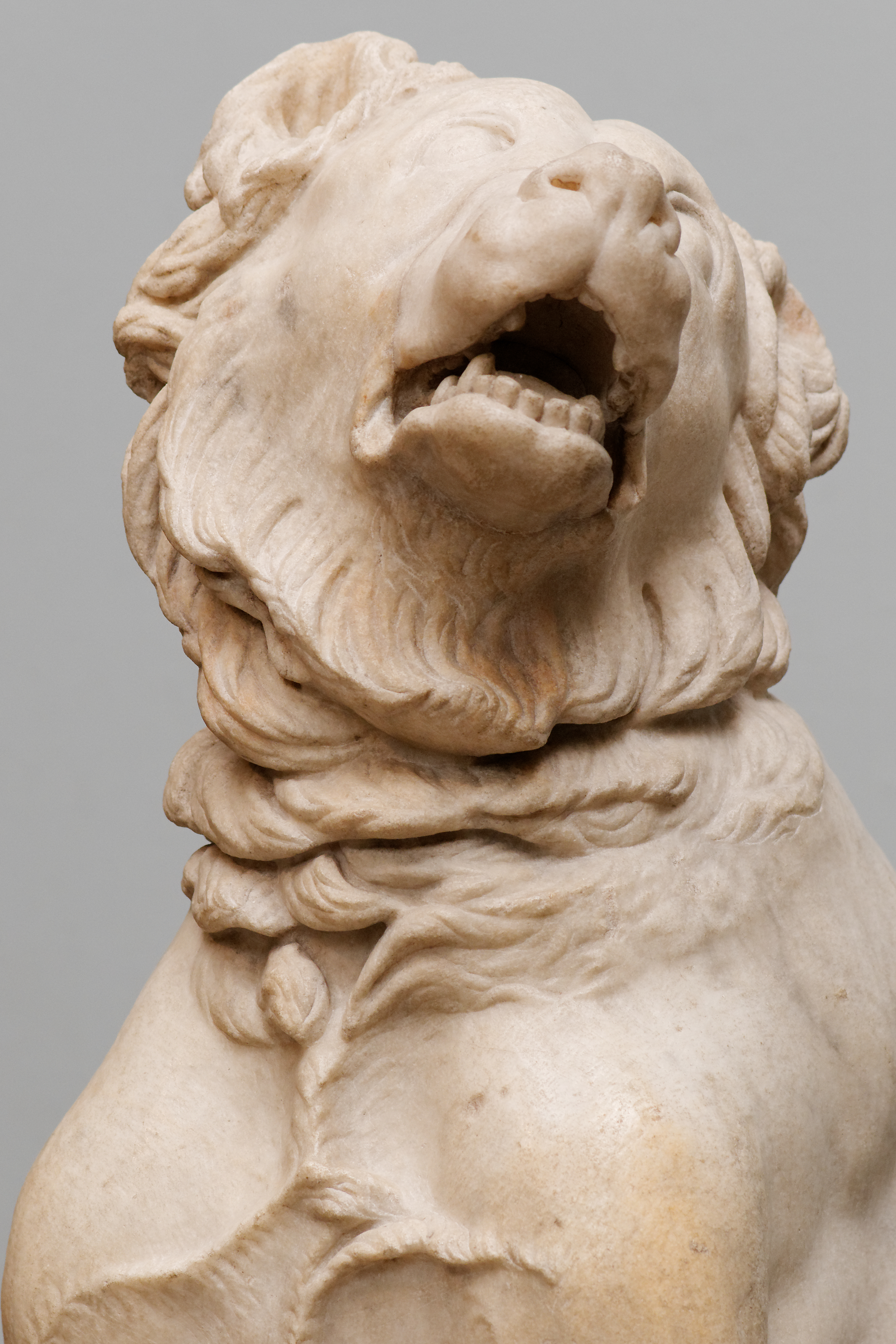
El can de Jennings, una copia romana del siglo II d. C. de un bronce helenístico, probablemente del y de Epiro, que muestra orejas cortadas.

La otectomía se ha realizado desde la Antigüedad.

### Otectomía tradicional
Históricamente, la otectomía se realizaba en perros de trabajo porque se pensaba que disminuía los riesgos para su salud, como infecciones del oído o hematomas. La otectomía también se realizó en perros de pelea, ya sea para peleas entre perros u hostigamiento de osos. Todas estas prácticas que hoy se consideran crueles, otrora servían para el divertimento humano. También se amputaban las orejas en los perros de caza o en los perros guardianes. En todos estos casos, unas orejas anchas podían convertirse en un blanco fácil para que el otro animal lo agarrase fácilmente.
La otectomía en perros guardianes de ganado era, y aún puede ser, tradicional en algunas culturas pastoriles. Algunos ejemplos de razas en Europa son el Pastor Caucásico (Kavkazskaïa Ovtcharka) y el Pastor Maremmano (Pastore Maremmano-Abruzzese), a los cuales se les cercenaban las orejas para reducir la posibilidad de que lobos u otros cánidos los agredieran. Según una descripción, la otectomía se realizaba cuando los cachorros eran destetados, aproximadamente a las seis semanas. Era realizado por el pastor mayor o experto, mediante tijeras podadoras ordinarias, bien afiladas. Las orejas se cortaban a la forma triangular/puntiaguda (como las de un zorro), o redondeadas (como las de un oso). Las aurículas retiradas eran entregadas al cachorro para que se las comiera, ya que se creía que «amargaría» el ánima del perro; para ello, las orejas se asaban primero. Otro método para extirpar orejas consistía en retorcerlas al extremo en los cachorros recién nacidos; como resultado de este otro método, al can no le restaba nada de la oreja externa. En el tomo IX de Las fábulas de La Fontaine publicado en 1678, el poeta francés Jean de la Fontaine describe la otectomía y las carlancas como métodos para proteger a los perros de los lobos.
Los perros pueden tener sus orejas amputadas, legalmente o no, para participar en las peleas de perros, que son ilegales en muchas jurisdicciones.

### Beneficios para la salud
Históricamente, la otectomía se ha defendido como «beneficioso para la salud» de ciertas razas con orejas largas y colgantes. Se creía que los perros con orejas erguidas pueden sufrir menos infecciones de oído que los perros con orejas colgantes, sin pruebas científicas que avalen esta idea. También se ha planteado la hipótesis de que las orejas erguidas son menos propensas a sufrir daños y complicaciones médicas posteriores, especialmente en perros de trabajo. Algunos afirman que las orejas cortadas mejoran la audición en los bóxers. Las orejas largas y colgantes no pueden funcionar de la misma manera que las orejas erectas que pueden girar hacia una fuente de sonido. La forma erecta dirige las ondas sonoras hacia el canal auditivo y, además, amplifica ligeramente el sonido. Las pinnas largas y colgantes también imponen una barrera física a las ondas sonoras que ingresan al canal auditivo.

### Otectomía cosmética

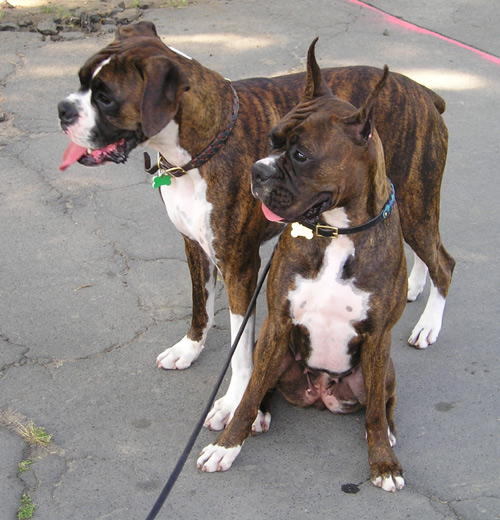
Un bóxer con orejas naturales (izquierda) y otro con orejas amputadas y erguidas (derecha). En el primero se puede observar también una caudectomía, es decir, amputación de la cola.

En el último siglo más o menos, la otectomía se ha venido realizando mayormente con fines estéticos. En las naciones y estados donde sigue siendo legal, generalmente se practica porque se requiere como parte de un estándar de raza para exhibición en exposiciones caninas.

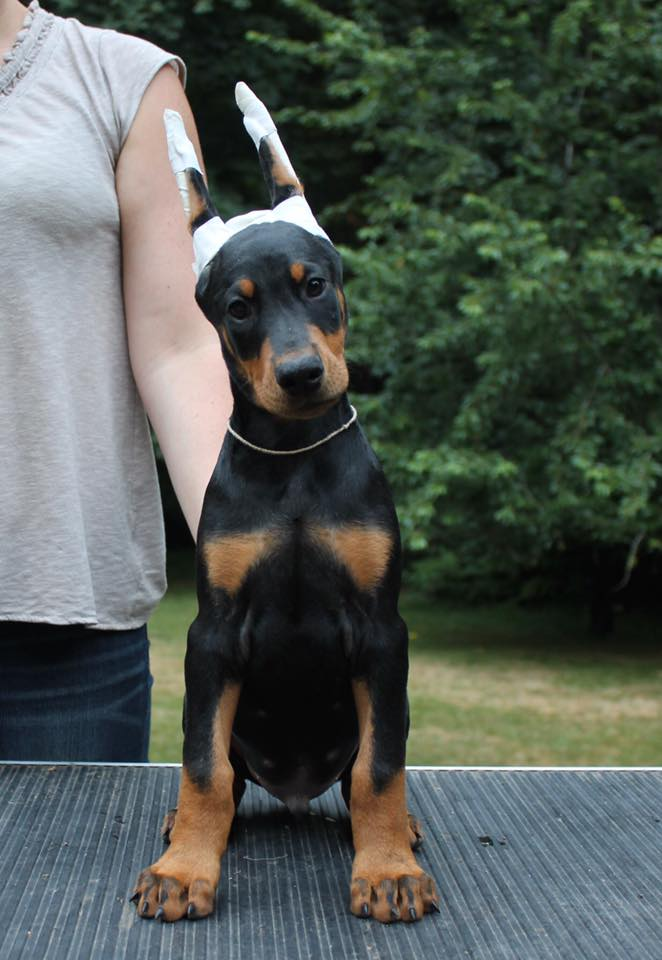
Un cachorro de Dóberman con las orejas encintadas para que adopten la forma deseada tras una otectomía.

En inglés, el procedimiento veterinario se conoce como cosmetic otoplasty («otoplastia estética»). Por lo general, se realiza en cachorros de 7 a 12 semanas de edad. Si se realiza tras la 16.ª (decimosexta) semana, el procedimiento es más doloroso y el animal tiene mayor memoria de dolor. Se puede extirpar hasta dos tercios del colgajo de la oreja en una operación de otectomía y los bordes de la herida se cierran con puntos. Las orejas se vendan y se pegan con cinta adhesiva hasta que se curen en la forma deseada (ver imagen). Se recomienda que el procedimiento se realice bajo anestesia general; Las principales preocupaciones de los detractores giran en torno al dolor postoperatorio.
Las escuelas de veterinaria estadounidenses generalmente no enseñan otectomía ni caudectomía, y por lo tanto, los veterinarios que realizan la práctica tienen que aprenderla extracurricularmente o en el trabajo. También hay problemas con los aficionados que realizan otectomía de forma casera, particularmente en las fábricas de cachorros.
En los EE.UU., aunque los procedimientos de corte de cola, desungulación y castración siguen siendo comunes, la amputación de las orejas está disminuyendo, salvo en la industria de la exposición canina. Sin embargo, muchos concursantes de estas exposiciones aseguran que «suspenderían la práctica por completo» si aun así pudieran «ganar el ring (competición)».

## Bienestar animal
La práctica es ilegal en la mayor parte de Europa, incluidos todos los países que han ratificado el Convenio europeo para la protección de los animales de compañía, y la mayoría de los países miembros de la Federación Cinológica Internacional. Es ilegal en algunas comunidades autónomas de España y en algunas provincias del Canadá. La situación en Italia no está clara; La prohibición efectiva a partir del 14 de enero de 2007 ya no estará vigente.
La otectomía todavía se practica ampliamente en los Estados Unidos y partes de Canadá, con aproximadamente 130 000 cachorros anuales solo en los EEUU. Los Kennel Clubs estadounidenses y canadienses (véase Canadian Kennel Club) permiten la práctica. La posición del American Kennel Club (AKC) es que tanto la caudectomía como la otectomía son «prácticas aceptables integrales para definir y preservar el carácter de la raza de perro y/o mejorar su salud salud». Si bien algunos estados han intentado individualmente prohibir la otectomía, hay una fuerte oposición de algunas organizaciones de razas de perros, que claman a los supuestos problemas de salud y a respetar la tradición.
La Asociación Americana de Medicina Veterinaria «se opone a la amputación de orejas y de cola en perros cuando se realiza únicamente con fines estéticos» y «exhorta la eliminación total de estas prácticas de los estándares de la raza». Específicamente, AVMA «recomienda al American Kennel Club y a las asociaciones de razas apropiadas que se tomen medidas para eliminar la obligación de orejas recortadas de sus estándares de raza, y para prohibir la exhibición de perros con orejas recortadas si tales animales nacieron después de una fecha razonable». Algunas cadenas nacionales de hospitales veterinarios han decidido voluntariamente cesar este tipo de cirugías estéticas en perros. El American Humane Association («Asociación Humana Americana») se opone a la otectomía «excepto si no es médicamente necesaria, determinado por un veterinario licenciado».
Si bien se ha sugerido que la otectomía puede interferir con la capacidad de un perro para comunicarse utilizando las señales no-verbales del oído, algunos también argumentan que supuestamente aumenta las habilidades comunicativas del perro. No ha habido un estudio comparativo científico de la comunicación del oído en perros con y sin otectomía.

### Estatus legal por país
| País              | Estatus | Fecha de la restricción (si aplicable) |
| ----------------- | --- | --- |
| Afganistán        | Legal | |
| Argentina         | Legal | |
| Australia         | Prohibido | |
| Austria           | Prohibido | 1 de enero de 2005 |
| Bélgica           | Prohibido | 1 de enero de 2006 |
| Bolivia           | Legal | |
| Brasil            | Prohibido para fines estéticos | |
| Bulgaria          | Prohibido | 2008 [la cita necesitada] |
| Canadá            | Canadá no tiene una ley federal que prohíba la cirugía estética en mascotas. La Asociación Médica Veterinaria canadiense se opone a cualquier tipo de alteración con fines estéticos. Dos provincias tienen la legislación provincial que prohíben la otectomía, la caudectomía, y otras cirugías estéticas: la Isla del Príncipe Eduardo y Terranova y Labrador. Tres asociaciones veterinarias provinciales prohíben a todo veterinariano realizar cirugías estéticas en mascotas: las de Nuevo Brunswick, Nueva Escocia, y Quebec. Tres asociaciones veterinarias provinciales tienen prohibiciones únicamente sobre otectomía: Manitoba, Columbia Británica y Saskatchewan. | 1: 10 de julio de 2015. 2: 1978 3: 15 de octubre de 2008. 4: 1 de abril de 2010. 5: 1 de enero de 2017 6: 3 de febrero de 2012. 7: 2015. 8: 2013 |
| Chile             | Legal | |
| Colombia          | Legal | |
| Costa Rica        | Legal | |
| Croacia           | Prohibido | |
| Chipre            | Prohibido | 1993 |
| República Checa   | Prohibido | |
| Dinamarca         | Prohibido | 1 de junio de 1996 |
| Egipto            | Legal | |
| Inglaterra        | Prohibido | 1899 |
| Estonia           | Prohibido | 2001 |
| Finlandia         | Prohibido | 1 de julio de 1996 |
| Francia           | Prohibido (sí permitida la caudectomía) | 1 de enero de 2010 |
| Alemania          | Prohibido | 1 de mayo de 1992 |
| Grecia            | Prohibido | 27 de febrero de 1992 |
| Hungría           | Prohibido | |
| Islandia          | Prohibido | 2001 |
| India             | Anteriormente restringido, actualmente legal | |
| Indonesia         | Legal | |
| Irlanda           | Prohibido | |
| Israel            | Prohibido | 2000 |
| Italia            | Prohibido | |
| Kuwait            | Legal | |
| Letonia           | Prohibido | |
| Líbano            | Legal | |
| Lituania          | Prohibido | |
| Luxemburgo        | Prohibido | 1991 |
| Malasia           | Legal | |
| Marruecos         | Legal (Marruecos no tiene leyes de protección animal) | |
| Mauricio          | Legal | |
| México            | Legal | |
| Nepal             | Legal | |
| Netherlands       | Prohibido | 1 de septiembre de 2001 |
| Nueva Zelanda     | Prohibido | 2004 |
| Irlanda del Norte | Prohibido | 2011 |
| Noruega           | Prohibido | 1987 |
| Panamá            | Legal | |
| Perú              | Legal | |
| Filipinas         | Legal | |
| Polonia           | Prohibido | 1997 |
| Portugal          | Prohibido | |
| Rumanía           | Prohibido | 2008 |
| Rusia             | Prohibido | |
| Escocia           | Prohibido | 1899 |
| Eslovaquia        | Prohibido | 1 de enero de 2003 |
| Eslovenia         | Prohibido | April 2007 |
| Sudáfrica         | Prohibido | Junio de 2008 |
| España            | Prohibido en las autonomías de Cataluña y Andalucía | |
| Sri Lanka         | Legal | |
| Suecia            | Prohibido | 1989 |
| Suiza             | Prohibido | 1997 |
| Taiwán            | Legal | |
| Turquía           | Prohibido | 2004 |
| Estados Unidos    | Legal (algunos estados, incluyendo Nueva York y Vermont, ha considerado hacer la práctica ilegal) | 2003 |
| Islas Vírgenes    | Prohibido | 2005 |
| Gales             | Prohibido | 1899 |

### Organizaciones a favor de la otectomía
- Association for the Preservation of Purebred Dogs
- The Council for Dock Breeds
- BC Cropping Coalition

### Organizaciones en contra de la otectomía
- Anti-Docking Alliance - A.D.A.

- https://archive.today/20130414072402/https://www.avma.org/kb/resources/backgrounders/pages/welfare-implications-of-ear-cropping-dogs-backgrounder.aspx
- https://www.avma.org/kb/policies/pages/ear-cropping-and-tail-docking-of-dogs.aspx
- http://www.animallaw.info/articles/dduscroppingdocking.htm
- «Tail docking and ear cropping — A reply». The Canadian Veterinary Journal 50 (12): 1217. PMC 2777283.
- https://web.archive.org/web/20120722165439/https://www.aahanet.org/library/cropdock.aspx

- Datos: Q5187978
- Multimedia: Dog ear cropping / Q5187978